# Nearocytherura
Nearocytherura is een geslacht van kreeftachtigen uit de klasse van de Ostracoda (mosselkreeftjes).

## Soorten
- Nearocytherura babanaformis Coryell & Fields, 1937
- Nearocytherura raadshooveni (Bold, 1946) Ishizaki & Gunther, 1974 †
- Nearocytherura taiwanica Hu, 1978 †